# 6351 Neumann
För andra betydelser, se Neumann.
6351 Neumann eller 4277 T-1 är en asteroid i huvudbältet som upptäcktes den 26 mars 1971 av den nederländsk-amerikanske astronomen Tom Gehrels och det nederländska astronomparet Ingrid van Houten-Groeneveld och Cornelis Johannes van Houten vid Palomarobservatoriet. Den är uppkallad efter den tyske arkitekten Balthasar Neumann.
Asteroiden har en diameter på ungefär 17 kilometer.